# Филарет (патриарх Московский)
Патриа́рх Филаре́т, при жизни и в русской историографии обычно именовался Патриарх Филарет Никитич (в миру Фёдор Ники́тич Рома́нов (Рома́нов-Ю́рьев); ок. 1553 или 1554, Москва — 1 (11) октября 1633, Москва) — церковный и политический деятель Смутного времени и последующей эпохи, Патриарх Московский и всея Руси (1619—1633). Двоюродный брат царя Фёдора Иоанновича, отец первого царя из рода Романовых — Михаила Фёдоровича.

## Биография
Фёдор Никитич Романов родился около 1553 или 1554 года. Уже в молодости он зарекомендовал себя как большой эрудит, первоклассный наездник и первый московский щёголь («Если портной, сделавши кому-нибудь платье и примерив, хотел похвалить, то говорил своему заказчику: теперь ты совершенный Фёдор Никитич», — писал Николай Костомаров). Разрядные книги свидетельствуют, что в феврале 1585 года будущий патриарх был участником приёма во дворце литовского посла Льва Сапеги, а в следующем году имел чин боярина и исполнял обязанности нижегородского наместника. В 1593—1594 годах Фёдор Никитич упоминается уже как псковский наместник. Известно, что в этот период он вёл переговоры с австрийским дипломатом Николаем Варкочем. К концу царствования Фёдора Иоанновича будущий патриарх имел чин главного дворового воеводы и считался одним из трёх руководителей ближней царской думы.
Будучи сыном влиятельного Никиты Романовича Захарьина-Юрьева и племянником царицы Анастасии Романовны Захарьиной-Юрьевой, первой жены Ивана IV Грозного, он считался возможным соперником Бориса Годунова в борьбе за власть после смерти Фёдора Иоанновича, что в 1601 году стало причиной ссылки. Фёдор Никитич и его жена Ксения Шестова были насильно пострижены в монахи под именами Филарета и Марфы, что должно было лишить их прав на престол. Единственный выживший их сын — Михаил Фёдорович — в 1613 году был избран русским царём.

Смутное время стало для Филарета периодом взлётов и падений: освобождённый как «родственник» из Антониево-Сийского монастыря Лжедмитрием I в 1605 году и занявший важный церковный пост (митрополит Ростовский), Филарет оставался на нём и при Василии Шуйском, а с 1608 года, захваченный тушинцами в Ростове, но принятый Лжедмитрием II опять же как «родственник», вынужден был играть роль «нареченного патриарха» (то есть назначенного Лжедмитрием на ещё занятую кафедру) в Тушинском лагере нового самозванца; его юрисдикция распространялась на территории, контролируемые «тушинцами», при этом он представлял себя перед врагами самозванца как его «пленник» и не настаивал на своём патриаршем сане.
В 1610 году он был отбит («отполонён») у «тушинцев», вскоре был назначен в посольство к Сигизмунду III. Не возражал против избрания царём польского королевича Владислава Сигизмундовича, но требовал, чтобы тот принял православие. Участвуя в переговорах с отцом Владислава, польским королём Сигизмундом III под Смоленском и отказавшись подписать подготовленный польской стороной окончательный вариант договора, он был арестован поляками (1611).
1 июня 1619 года был освобождён (в порядке обмена пленными) в соответствии с условиями Деулинского перемирия 1618 года и был торжественно встречен сыном.
Прибыл в Москву 14 июня 1619 года. 24 июня его интронизацию по чину поставления первого Московского патриарха совершил бывший в Москве Иерусалимский патриарх Феофан III.
Через неделю после этого события Филарет принял активное участие в деятельности Собора, созванного для пересмотра дела архимандрита Троице-Сергиева монастыря Дионисия и его коллег-справщиков: Арсения Глухого, Антония Крылова и Ивана Наседки. Дело в том, что 8 (18) ноября 1616 года Михаил Фёдорович поручил учёным старцам заняться исправлением Требника. Результаты проделанной ими работы получили отрицательную оценку церковных властей, и 18 (28) июля 1618 года иноки были обвинены в ереси. Одним из поводов для этого послужило изменение текста молитвы, читавшейся в навечерие Богоявления, где из прошения: «Сам и ныне, Владыко, освяти воду Духом Твоим Святым и огнем» — было удалено «и огнем» (не найдя этих слов в наиболее ранних источниках текста, справщики вполне обоснованно расценили их как позднейшую вставку и вычеркнули). Работа Собора 1619 года завершилась полным оправданием троицкого настоятеля и его коллег. Кроме того, патриарх Филарет признал логичным устранение слов «и огнем» из названной выше молитвы: 9 (19) декабря 1625 года он поручил игумену Антониево-Сийского монастыря Ионе собственноручно внести эту коррективу во все доступные ему богослужебные книги и проследить за тем, чтобы с января священнослужители «святили воду в навечерии Святых Богоявлении по сему нашему указу бес прилогу „огня“». Были одобрены и многие другие исправления, предложенные справщиками.
В 1620 году в Москве под председательством патриарха Филарета прошёл новый Собор. Формально он был созван по жалобе двух столичных священников Иоанна и Евфимия на митрополита Сарского и Подонского Иону за то, что последний повелел им принять в церковь двух поляков Яна Слободского и Матфея Свентицкого не крещением, а миропомазанием. Филарет вызвал Иону на допрос, где тот пытался доказать каноничность своего решения. Сарский владыка опирался на Вопрошание Кириково и 95 правило Трулльского собора. Патриарх отвечал ему, что «еретическое крещение несть крещение, но паче осквернение», обосновывая это 46 и 50 апостольскими правилами и 19 правилом I Никейского собора. Также Филарет напомнил о низложении патриарха Игнатия, который принял Марину Мнишек миропомазанием, и о патриархе Гермогене, настаивавшем на крещении королевича Владислава и даже составившем «писание», дополненное самим Филаретом, где доказывал, что еретиков необходимо крестить. Патриарх Филарет считал, что: «латиняне — папежники суть сквернейшие и лютейшие из всех еретиков, ибо они приняли в свой закон проклятые ереси всех древних, эллинских, жидовских, агарянских и еретических вер, и со всеми погаными язычниками, со всеми проклятыми еретиками сообща все мудрствуют и действуют». В указанном «писании» («Ереси римские»), составленном из церковных правил, обосновывался первый чиноприём из католицизма в православие посредством подведения «латинян» под древние ереси. По итогу беседы, патриарх решил запретить Ионе служить Литургию до Собора. Непосредственно на Соборном заседании 16 октября первосвятитель произнёс речь, в которой обличил митрополита  и ответил на его аргументы уже публично. Своё неприятие ссылки на предписание Нифонта он обосновал тем, что оно, по его мнению, уже потеряло силу. На приведение оппонентом 95 правила VI Вселенского собора, по которому одних еретиков нужно крестить, других — миропомазывать, Филарет ответил, что католиков следует относить к первой группе, ибо «в латинских ересех все те ереси есть суть». В качестве весомого аргумента была зачитана и упоминавшаяся каноническая компиляция «Ереси римские». После всех разбирательств Иона покаялся, и с него было снято прещение. Соборное изложение, предписывавшее крестить католиков, было подписано всеми присутствовавшими епископами. На другом заседании, созванном спустя 12 дней, было рассмотрено отношение к «белорусцам» — выходцам из Литвы. Собор, в виду распространённого среди них разноверия, ужесточал меры их принятия в церковное общение, повелевая перекрещивать троекратным погружением тех, по отношению к кому были сомнения в правильности совершения таинства.
Будучи родителем государя, до конца жизни официально был его соправителем. Использовал титул «Великий государь» и совершенно необычное сочетание монашеского имени «Филарет» с отчеством «Никитич»; фактически руководил московской политикой. Государственные грамоты того времени писались от имени царя и патриарха.

## Книгопечатание
Филарет уделял большое внимание печатанию книг и исправлению ошибок в текстах древних рукописей. В 1620 году возобновил работу Московской типографии на Никольской улице, основанной ещё Иваном Грозным в 1553 году. Учредил «правильню» — особое помещение для справщиков (редакторы древних рукописей). Филарет особо следил за «чистотой» древних текстов, для чего привлекались самые образованные справщики, которые обязаны были сверять тексты с древними славянскими рукописями, а иногда прибегали к греческим источникам. Исправленные книги распространялись по монастырям, церквям и торговым лавкам по себестоимости, без наценки. В Сибирь книги рассылались бесплатно. Всего Московская типография при Филарете выпустила множество изданий месячных миней и ряд богослужебных книг.

## Реформы церковного управления
Управление патриаршим двором Филарет стремился устроить по образцу государева двора. Был создан новый класс патриарших дворян и боярских детей, получавших за службу поместные оклады.
20 мая 1625 года Филарет на правах государя издал царский указ, по которому патриарх получал право судить и ведать духовное и крестьянское население патриаршей области во всяких делах, кроме татьбы (воровства) и разбоя. Таким образом, при Филарете патриаршая область окончательно сложилась как государство в государстве. Её управление упорядочилось, но и значительно усложнилось; оно было сосредоточено в патриарших приказах:
1. Судный, или разрядный — ведал судебными делами;
2. Церковный — ведал делами церковного благочиния;
3. Казённый — ведал сборами с духовенства;
4. Дворцовый — вел хозяйство патриарших вотчин[21].

В каждом приказе сидел патриарший боярин с дьяками и подьячими. Патриарх лично принимал и подписывал доклады. Также Филарет провел полную опись церковного и монастырского имущества и пересмотр жалованных грамот, выданных монастырям с переданными в их пользование землями.
В 1620 году была открыта новая Тобольская епархия.
В 1625 году патриарху в дар от персидского шаха Аббаса I была передана часть Господней ризы, которая была поставлена в ковчеге в Успенском соборе. Эта православная святыня до сих пор хранится в Храме Христа Спасителя.

## Дети
1. Татьяна (ум. 21 июля 1611 года) — супруга князя Ивана Михайловича Катырева-Ростовского;
2. Борис (ум. 20 ноября 1592 в младенчестве);
3. Никита (ум. 29 ноября 1593 в младенчестве);
4. Михаил (1596—1645), первый русский царь из династии Романовых;
5. Лев (ум. 22 сентября 1597 в младенчестве);
6. Иван (ум. 7 июня 1599 в младенчестве).

## Образ патриарха Филарета в культуре
Кино
- 1913 — «Воцарение дома Романовых»
- 2013 — «Романовы» (исполнитель роли — Владимир Фролов)
- 2018 — «Годунов» (исполнитель роли — Александр Устюгов)
- 2022 — «Янычар» (исполнитель роли — Дмитрий Ульянов)

Литература
Фёдор Никитич Романов стал персонажем романа Ю. И. Фёдорова «Борис Годунов».
Опера
В опере Иоганна Маттезона «Борис Годунов».